# Emilio Sánchez Perrier

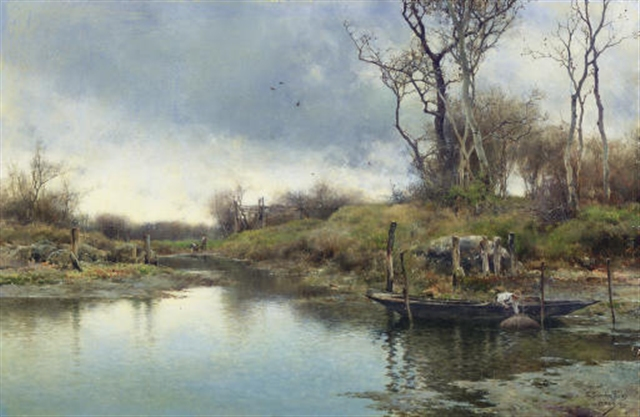
Il campo de Marte, 1888-90

Emilio Sánchez Perrier (ur. 1855 w Sewilli, zm. 1907 w Alhama de Granada) – hiszpański malarz pejzażysta.

## Życiorys
Studiował w Akademii Sztuk Pięknych w Sewillii i w Madrycie na Królewskiej Akademii Sztuk Pięknych św. Ferdynanda. W 1871 zamieszkał w Grenadzie, gdzie przyjaźnił się z Mariano Fortuny, wiele podróżował po Hiszpanii.
W 1879 udał się do Paryża, gdzie kontynuował studia w pracowniach Auguste Bolarda, Jeana-Léona Gérômea i Felixa Ziema. Podróżował do Bretanii (1886 ), Maroka (1887) i Włoch (Wenecja w latach 1884-1885). W 1890 powrócił do Hiszpanii, założył kolonię artystyczną w Alcalá de Guadaíra pod Sewillą. Ostatnie lata życia chorował na gruźlicę, która doprowadziła go do przedwczesnej śmierci w 1907.
Perrier wystawiał w Hiszpanii, Francji i Anglii m.in. w Royal Academy w Londynie, paryskim Salonie, w Madrycie i Sewilli. Na Wystawie Światowej w 1889 otrzymał srebrny medal. Był członkiem Akademii Sztuk Pięknych w Sewilli i francuskiej Société Nationale de Beaux Arts.

## Twórczość

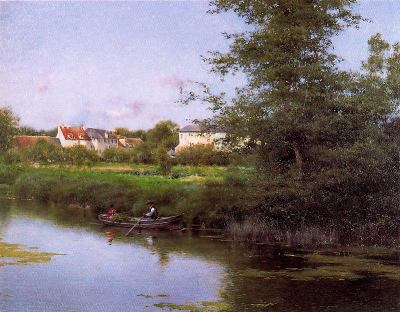
Scène au bord de l'Oise, 1890

Artysta malował głównie romantyczne i intymne pejzaże, w których fundamentalne znaczenie miały woda i niebo. Często tematem jego prac była architektura. Początkowo były to krajobrazy Andaluzji, później w czasie pobytu we Francji okolice Fontainebleau i Barbizon. W miarę upowszechniania się fotografii jego prace stawały się coraz bardziej precyzyjne i realistyczne. Szczególną uwagę krytyki zwróciły miejskie pejzaże Wenecji i Tangeru w północnym Maroku.
Pod koniec życia wypracował styl zbliżony do postimpresjonizmu. Jego prace znajdują się w najważniejszych kolekcjach publicznych i prywatnych w Europie i Ameryce.